# Psychotria fenicis
Psychotria fenicis är en måreväxtart som beskrevs av Elmer Drew Merrill. Psychotria fenicis ingår i släktet Psychotria och familjen måreväxter. Inga underarter finns listade i Catalogue of Life.